# 芬兰国际事务研究所
芬兰国际事务研究所（Finnish Institute of International Affairs，FIIA, UPI) 是一家位于芬蘭赫尔辛基Töölö的独立研究机构，主要研究領域涉及国际关系以及欧盟。它还負責出版Ulkopolitiikka杂志。芬兰国际事务研究所最初是一家私人研究机构，成立於1961年。  2006年6月，该研究所重組，并于2007年1月1日在芬兰议会的主持下开始运作。研究所资金主要来自於芬兰议会。 